# Youngolidia dentata
Youngolidia dentata är en insektsart som beskrevs av Nielson 1983. Youngolidia dentata ingår i släktet Youngolidia och familjen dvärgstritar. Inga underarter finns listade i Catalogue of Life.